# 키 중간자
키 중간자(영어: chi meson)는 무거운 쿼크 (맵시, 바닥, 꼭대기)와 그 반쿼크로 이루어진 중성 벡터 중간자 (쿼코늄)이다. (같은 쿼크로 이루어진 유사스칼라는 에타, 유사벡터는 제이/프시나 입실론이나 세타, 벡터는 에이치로 이름붙인다.) 기호는 그리스 소문자 키(χ).
구성된 쿼크에 따라 맵시 키 (χc), 바닥 키 (χb), 꼭대기 키(χt)가 있다. 이 중 꼭대기 키는 (다른 꼭대기 쿼크를 포함한 하드론과 마찬가지로) 꼭대기 쿼크나 너무 무거워 하드론화가 힘드므로 아직 관찰되지 않았다.
맵시 키는 질량이 3414 MeV, 바닥 키는 9859 MeV로, 무거운 편이다. 다른 (강하게 붕괴하는) 하드론은 대개 질량으로 구별하지만 (h₁(1170) 등), 키 중간자는 대개 하드론 분광학을 따라 분광학적인 오비탈로 표기한다. 예를 들어 χc1(1P)와 같다.

## 같이 보기
- 중간자 목록(en)